# Townley Haas
Francis Townley Haas (Richmond, 13 de diciembre de 1996) es un deportista estadounidense que compite en natación, especialista en el estilo libre.
Participó en dos Juegos Olímpicos de Verano, obteniendo una medalla de oro en Río de Janeiro 2016, en la prueba de 4 × 200 m libre, y el cuarto lugar en Tokio 2020, en la misma prueba.
Ganó cuatro medallas en el Campeonato Mundial de Natación, en los años 2017 y 2019, y dos medallas de oro en el Campeonato Pan-Pacífico de Natación de 2018.

## Palmarés internacional
| Juegos Olímpicos        | Juegos Olímpicos        | Juegos Olímpicos  | Juegos Olímpicos |
| Año                     | Lugar                   | Medalla           | Prueba           |
| ----------------------- | ----------------------- | ----------------- | ---------------- |
| 2016                    | Río de Janeiro (Brasil) | Medalla de oro    | 4 × 200 m libre  |
| Campeonato Mundial      |                         |                   |                  |
| Año                     | Lugar                   | Medalla           | Prueba           |
| 2017                    | Budapest (Hungría)      | Medalla de oro    | 4 × 100 m libre  |
| 2017                    | Budapest (Hungría)      | Medalla de plata  | 200 m libre      |
| 2017                    | Budapest (Hungría)      | Medalla de bronce | 4 × 100 m libre  |
| 2019                    | Gwangju (Corea del Sur) | Medalla de bronce | 4 × 200 m libre  |
| Campeonato Pan-Pacífico |                         |                   |                  |
| Año                     | Lugar                   | Medalla           | Prueba           |
| 2018                    | Tokio (Japón)           | Medalla de oro    | 200 m libre      |
| 2018                    | Tokio (Japón)           | Medalla de oro    | 4 × 200 m libre  |